# Jakob Lüthy
Jakob Lüthy, auch Jakob Lüthy-Lüthy (* 29. Juni 1841 in Schöftland; † 2. Juli 1914 ebenda), war ein Schweizer Unternehmer und Politiker.

## Leben

### Familie
Jakob Lüthy war der Sohn des Bauern Heinrich Lüthy und dessen Ehefrau Anna Maria (geb. Buchser).
Er war mit Elise, der Tochter des Ochsenwirts Samuel Lüthy aus Schöftland, verheiratet.

### Werdegang
Von 1859 bis 1861 besuchte Jakob Lüthy das Lehrerseminar Wettingen und war darauf von 1864 bis 1867 Lehrer in Strengelbach, bevor er von 1864 bis 1867 als Gemeindeschreiber in Schöftland angestellt war.
1867 wurde er Zigarrenfabrikant in Schöftland und eröffnete, gemeinsam mit Adolf Wirz, eine Kolonialwarenhandlung sowie ein Wein- und Glasgeschäft.
Er war Mitgründer der Spar- und Kreditkasse Suhrental und war von 1882 bis zu seinem Rücktritt aus gesundheitlichen Gründen 1911, deren Präsident des Verwaltungsrats.
Von 1901 bis 1912 war er Verwaltungsratspräsident der 1901 eingeweihten Strassenbahnverbindung Aarau-Schöftland-Bahn (siehe Wynental- und Suhrentalbahn#Geschichte), die er mit gefördert hatte.

### Politisches und gesellschaftliches Wirken
Jakob Lüthy war von 1869 bis 1909 für die Demokraten aargauischer Grossrat und gehörte der Staatsrechnungskommission an; in dieser Zeit war er auch von 1877 bis 1901 Gemeindeammann in Schöftland.
Von 1884 bis 1885 war er auch aargauischer Verfassungsrat und vom 3. Dezember 1888 bis zum 6. Dezember 1908 Nationalrat; ihm folgte Oberst Alwin Weber in den Nationalrat.
Er war Präsident der Kirchen- und Schulpflege Schöftland und von 1878 bis 1883 Mitglied der Kantonalsynode.